# Dominó (banda)
Dominó (mais conhecido como Grupo Dominó) foi uma boy band brasileira de música pop formada nos anos 1980 e já reformada com outros integrantes durante os anos 1990. Foi criado pela produtora do apresentador Gugu Liberato, a Promoart Shows. Venderam cerca de 6 milhões de discos no Brasil no seu auge. A formação original contava com Afonso Nigro, Nill, Marcos Quintela e Marcelo Rodrigues. Entre os maiores sucessos estão "Companheiro", "Ela Não Gosta de Mim", ""P" da Vida", "Manequim" e "Com Todos Menos Comigo".
Entre 1992 e 1994, o ator e apresentador Rodrigo Faro fez parte do grupo. Com a formação de Rodrigo Phavanello, Rodrigo Lázaro de Paula (Rodriguinho), Cristiano Garcia e Héber Albêncio, a banda atingiu de novo a fama nacional em 1997 com a canção "Baila Baila Comigo" que se tornou um grande sucesso comercial.

## História

### 1984: Primórdios
Concebido nos moldes da boy band porto-riquenha Menudo, o Dominó apareceu em 1984 com o sucesso "Companheiro". Ao mesmo tempo em que o Menudo estava estourado no Brasil, o então apresentador do programa Viva a Noite, Gugu Liberato, através de sua agência Promoart, resolveu formar uma versão brasileira do grupo. Para a formação, diversos garotos com idades entre 14 e 15 anos realizaram testes nos quais precisavam saber cantar e dançar. Os selecionados foram Afonso Celso Lucatelli Nigro, Lenilson dos Santos (Nill), Marcos Roberto Quintela e Marcelo Henrique Rodrigues. Eles foram escolhidos entre 150 candidatos. Ainda em 1984, o grupo divulgou um compacto pela CBS Discos com as canções "Ela Não Gosta de Mim" e "Companheiro", que foi a primeira música a estourar nas rádios, com direito a videoclipe lançado no programa Fantástico.

### 1984–88: Sucesso internacional e a "dominó mania"
Em 1985, quando o Dominó já era uma febre, o grupo lançou seu primeiro LP pela CBS e vinha com, além das famosas "Companheiro" e "Ela Não Gosta de Mim", a música "Ainda Sou Você", single desse álbum. Além disso, participaram da canções "Chega Mais um Pouco" e "Fim de Semana" do grupo Turma do Balão Mágico. Em 1986, além de ser presença constante em programas de televisão, principalmente da TVS, o grupo ganha um especial da emissora em um resort. No mesmo ano, o Dominó lança um disco em espanhol e estoura no mercado latino. Esse LP tinha uma regravação da música "Lindo Balão Azul", de Guilherme Arantes. Por aqui, o segundo álbum vinha seguido pelos sucessos "Guerreiros", "Amor e Música" e "Jura de Amor".
Em 1987, o Dominó já tinha três anos de estrada e um enorme sucesso de vendagens, público e crítica. O terceiro LP é o ápice da "dominó mania" que assolava o país. Esse disco contou com sucessos como ""P" da Vida", que vendeu muito em seu lançamento, seguido de "Manequim" e "Medusa". Nesse mesmo ano, eles participaram do filme Os Fantasmas Trapalhões, do grupo humorístico Os Trapalhões, juntamente com seu empresário Gugu Liberato. Em 1988, o quarto LP, mostra uma fase de amadurecimento do grupo e traz músicas de caráter mais reflexivo. Esse álbum trouxe os sucessos "Com Todos Menos Comigo", "Bruta Ansiedade" e "As Palavras", com a participação especial de Angélica, na época apresentadora dos programas Clube da Criança e Milk Shake. Entre os anos de 1988 e 1989, o quarteto ainda participou dos filmes Os Heróis Trapalhões - Uma Aventura na Selva, O Casamento dos Trapalhões e Os Trapalhões na Terra dos Monstros. A essa altura já tinham vendido cerca de seis milhões de discos em todo o país.

### 1989–1997: Saída de Nill e mudanças na formação
O integrante Nill deixou o grupo e partiu em carreira solo. A despedida foi no programa Viva a Noite, em 19 de outubro de 1989. A Promoart preferiu seguir a carreira do grupo com os outros três integrantes e lançou em 1990, o quinto LP, que vinha acompanhado pelas faixas "Maria", "Felicidade Já" e "Leilão". Porém, desde a saída de Nill, o grupo havia perdido grande parte de sua popularidade e de seu espaço na mídia.
Isso se deve também à formação do grupo Polegar, banda juvenil lançada também pela Promoart Shows. Ao contrário do Dominó, o Polegar não se utilizava de coreografias e sim de instrumentos musicais, se destacando por ser a primeira banda juvenil lançada a nível nacional.
O grupo Dominó ainda lançou mais um álbum autointitulado em 1992, porém não contava mais com seu principal integrante e vocalista Afonso Nigro, que deixou o grupo alguns meses antes do LP ser gravado. A Promoart e a Sony Music, que havia comprado a CBS Discos, preferiram reativar o quarteto, escolhendo dois novos integrantes: Ítalo Coutinho e o ex-apresentador do programa infantil ZYB Bom, da Rede Bandeirantes, Rodrigo Faro. O single "Sem Compromisso" foi o único sucesso do álbum, que era interpretada por Marcelo Rodrigues e contava com a participação especial da namorada dele na época, a apresentadora do SBT Mara Maravilha. Em seguida veio com "O Que Eu Te Ponho", que foi bem divulgada nas emissoras de televisão e que teve rápido sucesso.
Em 1993, Marcos Quintela deixou o grupo e foi substituído por Fábio Castro. No final do mesmo ano, foi a vez de Marcelo Rodrigues se despedir no programa Sabadão, em que relembrou o antigo sucesso "Manequim". Em seu lugar ficou Valmir Araujo. A formação passou a ser com Ítalo Coutinho, Rodrigo Faro, Fábio Castro e Valmir Araujo, sendo a única que não chegou a gravar disco.
Em 1995, Valmir Araujo permanece no grupo após um pequeno período de pausa até surgir mais uma formação, desta vez com os integrantes Rodrigo Phavanello, Héber Albêncio, e Ricardo Bueno. Foi lançado o álbum Provocante que vinha com o single "Oh! Carol".
No início de 1996, apresentava a música "Põe Põe". No mesmo ano, sai Valmir Araujo e entra Cristiano Garcia, além de lançar o álbum Ritmos Latinos, que apresenta a música "Salsa & Merengue". Em 1997, Ricardo Bueno deixa o grupo e entra Rodrigo Lázaro de Paula (Rodriguinho), e lança a primeira versão de "Baila Baila Comigo" (que originalmente se chamaria "O Baile do Umbigo", versão de El baile del ombligo), até fazer sua segunda e famosa versão (e que ganhou novo videoclipe gravado no exterior), o grupo Dominó voltaria a fazer sucesso naquele ano.

### 1997–2001: Caindo no esquecimento e um novo sucesso
Logo depois do ano de 1992, o grupo caiu no esquecimento. Porém, em 1997, o grupo reapareceu e voltou a fazer sucesso, graças à canção "Baila Baila Comigo". Esta formação era composta por Rodrigo Phavanello, Héber Albêncio, Rodriguinho e Cristiano Garcia. O álbum Comvido! vendeu 290 mil cópias na França, ficando em quinto lugar na parada musical e o grupo se apresentou em países como Turquia, Tunísia e Líbano. No mesmo ano, o grupo regravou um sucesso do grupo Menudo "Se Tu Não Estás". Essa mesma formação também lançou o álbum Give Me Love em agosto de 2000 e nesse mesmo ano gravou um videoclipe de "Diz Que Sim" na Jordânia. Além de ter divulgado as canções "Vem Falar de Amor" e "Me Dê o Olhar".
Em 2001, com a saída de Rodrigo Phavanello, quem entrou no grupo foi Klaus Hee. Foi então que o grupo relançou o álbum (dessa vez autointitulado) e a novo single "La Bomba", foi o carro chefe e gravada em espanhol, música que foi um sucesso na América Latina e na Europa com o grupo boliviano Azul Azul.

### 2003–09: As formações pós-Promoart
Após alguns anos sumidos, o grupo voltou em 2003 com novos integrantes e nova proposta, porém não pertencendo mais à Promoart. O empresário apenas pagava o direito pelo uso da marca Dominó a Gugu. A formação foi composta por Maike Eversong, Ricky Fell, Diego Pompeu e Leandro Lemos. Depois saiu Maike Eversong em 2002 e entraram Julio Rua e o ex-modelo e ator Arthur Cezar. O grupo apareceu algumas vezes em programas de televisão, como é o caso do Domingo Legal em julho de 2003, e dos programas Superpop e Bom Dia Mulher. As músicas eram compostas pelos integrantes e as músicas de divulgação dessa época foram "Coração Parou" e "Baby", mas o sucesso não durou. Porém essa formação foi considerada pela produtora como a última formação oficial do grupo Dominó e as seguintes, somente como fase de testes.
No ano de 2008, os ex-integrantes Arthur Cezar, Leandro Lemos, Alexandre Albertoni e o novo membro Isaac resolveram formar um novo grupo chamado DMO. O grupo não durou e acabou. Anteriormente em 2007, Alexandre Albertoni (que é primo da modelo e apresentadora Gianne Albertoni) posou para a revista G Magazine.
Em fevereiro de 2008, houve uma nova seleção para escolher os novos integrantes no Rio de Janeiro e foram escolhidos Rafael Pires, Vinícius, Thalis e Jojo para integrar a nova formação. Eles dividiram um apartamento na Barra da Tijuca, e ensaiaram e tinham gravado o primeiro álbum, que teria quatro canções inéditas e oito regravações da formação original. Mas esse grupo foi considerado como uma fase de testes pela produtora e não prosseguiu. 
Em março, o cantor Rafael Pires sofreu um sequestro relâmpago e depois foi solto. Na época, a notícia repercutiu nas emissoras de TV. Segundo o jornal O Globo, o grupo iria até abril de 2008 se apresentar no programa Domingo Legal com os ex-integrantes Afonso Nigro e Rodriguinho, mas depois não se teve notícias do grupo.
No final de 2008, fizeram o show de lançamento da nova formação na festa agropecuária ExpoBauru para mais de 60 mil pessoas. O grupo lançado pelo SBT contava com os integrantes João Paulo Damazio, Leandro Naiss, Rachid Camargo e Thiago Ruffineli. O grupo se desfez em 2009.

### 2020-presente: Documentário e musical
O escritor Rafael Spaca está produzindo o documentário Elas Gostam de Mim, que vai falar sobre a formação original. Ainda não tem data de lançamento definida.
Em outubro de 2020 foi noticiado que o ex-integrante do grupo, Klaus Hee, está planejando fazer um musical intitulado Dominó - O Musical em homenagem a Gugu Liberato e também para apresentar à nova geração a verdadeira história do Dominó.

## Vida após Dominó
- Afonso Nigro

Depois que saiu do grupo em 1992, seguiu carreira solo e trabalhou com artistas latino-americanos. Ainda nos anos 1990, participou das novelas Colégio Brasil e Estrela de Fogo. Em 2001, fez um projeto chamado Rock 80 com Leo Jaime, Roger Moreira, Kiko Zambianchi, Paulo Ricardo, Kid Vinil, Paulo Miklos, entre outros. Entre 2002 e 2006, fez musicais e depois virou jurado dos programas Cantando no SBT (em 2011) e Ídolos Kids (entre 2012 e 2013). Afonso se tornou produtor musical e fez trilhas sonoras para o SBT. É proprietário da Nigro Entretenimento,empresa de produção musical e gerenciamento artístico
- Marcos Quintela

Foi empresário da apresentadora Eliana, sua ex-namorada. Marcos e Eliana namoraram por 5 anos,de 1992 a 1997.Foi nomeado em 2010 presidente da Young, agência de publicidade de Roberto Justus, e continua no cargo atualmente. É casado com a ex-modelo Deborah Cardoso Quintela e tem três filhos,Luca,Caio e Pietra.Pietra,inclusive fez parte do elenco da novela As Aventuras de Poliana,no SBT.
- Nill

Nill se tornou advogado e professor de direito. Também é pastor em Curitiba, Paraná, formado em Teologia. Ele viaja pelo país pregando o evangelho junto de seus irmãos, Bruno e Lidiane. Na carreira solo, lançou um single chamado "O Primeiro" e os álbuns Fugi de Casa (1990), Com Amor (1996), Nill (1998) e Uma História (2001). Tem um livro intitulado Nill: Nova Vida ao Lado do Salvador:A Trajetória de um ex-Dominó. Depois que saiu do grupo, ainda participou de mais dois filmes dos Trapalhões, Uma Escola Atrapalhada (1990)no papel do simpático riquinho Décio,irmão da protagonists Tami(Angélica) e Os Trapalhões e a Árvore da Juventude (1991) onde fez o estudante Tico.
- Marcelo Rodrigues

Marcelo tem uma empresa de transportes e mora em Orlando, Flórida com sua familia.Foi noivo da apresentadora e cantora Mara Maravilha com quem gravou um dueto na musica "Sem compromisso" no sexto album do Dominó em 1992.
- Rodrigo Faro

Formou-se em rádio e televisão em 1994. Depois fez diversas novelas, a maioria na Rede Globo, até virar apresentador de televisão na RecordTV.
- Ítalo Coutinho

Viajou para a Europa para seguir carreira solo. Integrou-se no grupo Brasil Tropical na Inglaterra e depois foi para a Itália, onde criou sua própria companhia, a Ítalo Show. Já na França, ele fez parte do grupo Badegança como vocalista. Em janeiro de 2014, em uma entrevista para o site Pure People, Ítalo assumiu sua homossexualidade e disse que iria lançar um álbum de música sertaneja. Ítalo virou detentor da marca do grupo Dominó dado pelo criador, Gugu Liberato.
- Rodrigo Phavanello

Depois de ter passado pelo grupo, Rodrigo se tornou ator e seu primeiro papel na televisão foi o Roberval da novela Alma Gêmea, da Rede Globo. Também fez novelas na RecordTV.
- Rodriginho

No programa Domingo Show em 2015, foi revelado que Rodriguinho virou empresário e trabalha com mais de 20 escolas de informáticas e de idiomas. Antes do Dominó, foi integrante do grupo Comando.
- Cristiano Garcia

Se formou como músico, compositor e como administrador de empresa (ADM). Lançou-se em carreira solo em fevereiro de 2019 com o álbum Eu não sou pra casar.
- Klaus Hee

Antes de entrar no grupo, Klaus já foi assistente de palco do programa Passa ou Repassa, do SBT, nos anos de 1995 a 2000. Posou para a revista G Magazine nos anos de 2004 e 2006. Ele formou uma banda na época chamada Kilometro Cúbico (KM3), que tocava covers dos anos 1980 e 1990. Trabalhava como publicitário, modelo e cantor. Klaus morreu em 5 de março de 2025 de câncer no intestino aos 50 anos.
- Ricardo Bueno

Formou uma dupla sertaneja em 2000 com Vander Ávila, seu amigo de infância. A dupla se chamava Wander & Ricardo. Ricardo morreu em 17 de novembro de 2017, aos 40 anos, vítima de septicemia e abcesso odontogênico.
- Maike Eversong

Maike é coreógrafo e produtor musical. Já foi candidato na segunda temporada do programa Ídolos e tem um álbum solo lançado em 2006. Depois, se afastou da carreira artística para se dedicar ao esporte, mas voltou a ser cantor em 2011.
- Arthur Cezar

É ator, ex-modelo e cantor. Após sair do grupo, voltou a atuar e passou a produzir espetáculos musicais e teatrais. Atualmente está em produção de seu primeiro CD solo na carreira com músicas autorais, além de dirigir a empresa Boulevard Produções, produtora de shows e superproduções musicais de São Paulo.
- João Paulo Damázio

Já foi modelo antes de entrar no grupo e depois da última formação ter acabado, começou a trabalhar como bancário em Sorocaba, São Paulo. Ainda faz eventuais trabalhos para agências como modelo.
- Kiko Loureiro

Fez parte da banda de apoio como instrumentista (guitarra) no ano de 1991.

## Origem do nome
Foi também inspirado no Menudo. Gugu Liberato olhou uma lista telefônica e trocou as sílabas do nome do grupo porto-riquenho até chegar na palavra Dominó. Gugu também falou sobre a criação do nome em uma entrevista ao Programa do Porchat em 13 de setembro de 2018.

## Na cultura popular
- Em 1995, a cantora Fafá de Belém lançou um álbum ao vivo e cantou o sucesso ""P" da Vida" do álbum de 1987.

- Em 2001, o cantor e ex-Menudo Rubén Gomez regravou o hit "Baila Baila Comigo" em inglês e ganhou videoclipe.

- Em 22 de agosto de 2009, o Dominó foi lembrado no quadro Lata Velha, do programa Caldeirão do Huck e teve a aparição de Afonso Nigro e da atriz e modelo Luciana Vendramini, que participou em 1987 do videoclipe da música "Manequim".[44]

- Em 22 de maio de 2010, foi ao ar o programa O Melhor do Brasil com Rodrigo Faro fazendo uma imitação do Dominó. As canções lembradas foram "Manequim", "Companheiro" e ""P" da Vida".[45]

- Em 31 de maio de 2010, os ex-integrantes Nill e Marcelo apareceram no Programa do Gugu junto com os dois ex-integrantes do Polegar, Alex Gill e Alan Frank, e também com os dois ex-integrantes do grupo Boomerang.

- Nill, ex-integrante e agora advogado, cantor de música gospel e pastor evangélico, foi entrevistado pelo TV Fama. A entrevista foi transmitida em 12 de junho de 2010.[46]

- Em 18 de fevereiro de 2012, Rodrigo Faro fez uma participação no programa Legendários, com Marcos Mion, onde imitaram o grupo Dominó e dançaram a música "Manequim", enquanto Faro cantava.[47]

- No filme Odeio o Dia dos Namorados, de 2013, tem uma cena que aparece um pôster do primeiro álbum no quarto da protagonista Débora (Heloísa Périssé), ambientado nos anos 1980.

- Em 2014, estreou o quadro Domingokê nos programas de Rodrigo Faro, O Melhor do Brasil e Hora do Faro. A banda do quadro era liderada por Afonso Nigro.[48]

- Em 2015, no programa Domingo Show, o apresentador Geraldo Luís fez uma homenagem à Rodrigo Faro e aos 30 anos de Dominó, levando ao palco do programa os ex-integrantes Rodrigo Phavanello, Rodriguinho e Ítalo Coutinho.[33][49]

- Em 2017, foi ao ar o documentário Os Anos 80 Estão de Volta no canal Viva,[50] e o episódio seis falava sobre as músicas voltadas para o público infantil. Afonso Nigro participou do episódio falando sobre o Dominó e do filme O Casamento dos Trapalhões, que teve recordes de bilheteria, e também da participação do grupo no filme.

- No episódio que foi ao ar em 12 de janeiro de 2021 da série Vai que Cola, o Grupo Dominó é mencionado na história como uma surpresa de aniversário para Velna feita por Terezinha.[51]

- No programa do dia 23 de setembro de 2023, uma das atrações do quadro Sobe o Som do programa Caldeirão com Mion foi o Afonso Nigro cantando as canções "Manequim" e ""P" da Vida".[52]

- No programa Altas Horas do dia 13 de janeiro de 2024, foi ao ar um especial anos 1980 e uma das atrações foi o Afonso Nigro que cantou a canção "Manequim".[53]

## Ex-integrantes
Formação original
- Nill (Lenilson dos Santos) (1984-1989)
- Afonso Nigro (1984-1991)
- Marcos Quintela (1984-1992)
- Marcelo Rodrigues (1984-1993)

Outros integrantes
- Kiko Loureiro (1991)
- Rodrigo Faro (1992-1994)
- Ítalo Coutinho (1992-1994)
- Fábio Castro (1993-1994)
- Valmir Araujo (1994-1995)
- Ricardo Bueno (1995-1996)
- Rodrigo Phavanello (1995-2000)
- Héber Rodrigues Albêncio (1995-2002)
- Cristiano Momense Garcia (1996-2001)
- Rodriguinho (Rodrigo Lázaro de Paula) (1997-2002)
- Klaus Hee (2001-2002)
- Maike Eversong (2002-2003)
- Ricky Fell (2003-2005)
- Diego Pompeu (2003-2007)
- Leandro Lemos (2003-2007)
- Julio Rua (2004)
- Arthur Cezar (2004-2007)
- Alexandre Albertoni (2006-2007)
- Isaac (2007)

Formação no Rio de Janeiro
- Rafael Pires (2008)
- Vinícius (2008)
- Thalis (2008)
- Jojo (2008)
- João Paulo Damazio (2008-2009)
- Leandro Naiss (2008-2009)
- Rachid Camargo (2008-2009)
- Thiago Ruffineli (2008-2009)

## Discografia

### Álbuns de estúdio
- Dominó (1985)
- Dominó (1986)
- Dominó (1987)
- Dominó (1988)
- Dominó (1990)
- Dominó (1992)
- Provocante (1995)
- Ritmos Latinos / Comvido! (1996 / 1997)
- Give Me Love / Dominó (1999 / 2001)
- Vem Ver (2003)

## Filmografia

### Programas e filmes
| Ano  | Título                                               | Papel                                   | Nota                  |
| ---- | ---------------------------------------------------- | --------------------------------------- | --------------------- |
| 1984 | Balão Mágico (programa de TV)                        | Dominó (Afonso, Nill, Marcelo e Marcos) | Participação especial |
| 1987 | Os Fantasmas Trapalhões (filme)                      | Dominó (Afonso, Nill, Marcelo e Marcos) | Coadjuvantes          |
| 1988 | Os Heróis Trapalhões - Uma Aventura na Selva (filme) | Dominó (Afonso, Nill, Marcelo e Marcos) | Coadjuvantes          |
| 1988 | O Casamento dos Trapalhões (filme)                   | Dominó (Afonso, Nill, Marcelo e Marcos) | Coadjuvantes          |
| 1989 | Os Trapalhões na Terra dos Monstros (filme)          | Dominó (Afonso, Nill, Marcelo e Marcos) | Participação especial |